# Ambonese dwerghoningeter
De Ambonese dwerghoningeter (Myzomela blasii) is een zangvogel uit de familie Meliphagidae (honingeters).

## Verspreiding en leefgebied
Deze soort komt voor op de Molukken in de bergen van de eilanden Seram, Boano en Ambon.

## Status
De grootte van de populatie is niet gekwantificeerd maar de soort wordt omschreven als schaars. Op de Rode lijst van de IUCN heeft deze soort de status niet bedreigd.